# Szkoła Podstawowa w Zabrzeży
Szkoła Podstawowa w Zabrzeży – szkoła podstawowa w Zabrzeży.

## Historia
W Zabrzeży od 1898 r. naukę prowadził bezrolny Tomasz Knapik. Odbywała się ona w domach prywatnych, u Adamczyka, Zboźnia i Słabaszewskiego. Jednak pragnieniem bardziej światłych mieszkańców Zabrzeży było znalezienie lokalu na stałe. Szczególną aktywnością wykazywał się w tym śp. Franciszek Huza, który od 1885 r. starał się o założenie szkoły w jednym budynku. W wyniku upadku Kółka Rolniczego w jego skromnych murach otwarto oficjalnie w Zabrzeży, w roku szkolnym 1905/1906 r., Szkołę Ludową z jednym nauczycielem. Był nim Witkowski, który mieszkał w tym budynku w małym pokoiku z kuchenką, zaś w drugim pomieszczeniu odbywały się lekcje.
W latach późniejszych w zabrzeskiej szkole nauczyciele prowadzili zajęcia w klasach łączonych. Nauczanie prowadziły panie Strugałówna, Nowakówna, a po zakończeniu I wojny światowej kierownikami w szkole byli: Antoni Kępa, Jan Pustułka, Anna Ilnicka. W okresie okupacji hitlerowskiej edukację zabrzeżan kontynuował Melchior Makulak.
1 września 2017 roku szkoła otrzymała nową salę gimnastyczną.